# Кведа-Месхети
Кведа-Месхети (груз. ქვედა მესხეთი) — село в Грузии, на территории Цхалтубского муниципалитета края (мхаре) Имеретия.

## География
Село находится в западной части Грузии, к западу от реки Риони, на расстоянии 8 километров к юго-юго-востоку от города Цхалтубо, административного центра муниципалитета. Абсолютная высота — 103 метра над уровнем моря.

## Население
По результатам официальной переписи населения 2014 года, в Кведа-Месхети проживало 1074 человека (538 мужчин и 536 женщин). В национальной структуре населения грузины составляли 98,1 %, русские — 0,7 %, осетины — 0,4 %.
| Год  | Население, человек |
| ---- | ------------------ |
| 2002 | 1082               |
| 2014 | ↘ 1074             |